# Stemmatophalera
Stemmatophalera är ett släkte av fjärilar. Stemmatophalera ingår i familjen tandspinnare.
Kladogram enligt Catalogue of Life:
| Stemmatophalera | \| \| Stemmatophalera semiflava \| \| \| \| \| \| Stemmatophalera sjoestedti \| \| \| \| |
|                 | \| \| Stemmatophalera semiflava \| \| \| \| \| \| Stemmatophalera sjoestedti \| \| \| \| |
|                 | Stemmatophalera semiflava                                                                |
|                 |                                                                                          |
|                 | Stemmatophalera sjoestedti                                                               |
|                 |                                                                                          |